# Polejaevia telum
Polejaevia telum är en svampdjursart som beskrevs av Lendenfeld 1891. Polejaevia telum ingår i släktet Polejaevia och familjen Jenkinidae.
Artens utbredningsområde är havet utanför Kroatien. Inga underarter finns listade i Catalogue of Life.